# Tomás de Anchorena
Pour les articles homonymes, voir Tomás Manuel de Anchorena.
Tomás Manuel de Anchorena (Buenos Aires, 1783 – id., 1847) était un homme politique, homme d’affaires et avocat argentin, appartenant à la faction fédéraliste de la capitale argentine. Il est entré dans l'histoire de son pays pour avoir notamment signé, conjointement avec 32 autres députés, la déclaration d'indépendance des Provinces-Unies d'Amérique du Sud (entendre de l'Argentine) lors du congrès de Tucumán, en 1816.

## Biographie
Tomás Manuel de Anchorena était membre d’une des familles les plus représentatives de la classe dirigeante de Buenos Aires. Son père, Juan Esteban de Anchorena, issu d'une importante famille de Navarre, né à Pampelune en 1734, décida de se fixer dans le Río de la Plata, élisant domicile dans la capitale Buenos Aires, où il contracta mariage avec une demoiselle de la haute société portègne, Ramona López de Anaya, de qui il aura plusieurs enfants : Juan José Cristóbal, Mariano Nicolás et Tomás Manuel de Anchorena.
Ce dernier, né à Buenos Aires, fit ses études secondaires au Collège royal Saint-Charles, puis obtint en 1807 le titre de docteur en droit à l'université de Charcas (actuelle Sucre), dans le Haut-Pérou. Retourné à Buenos Aires en 1809, il devint, en dépit de son jeune âge, conseiller municipal au Cabildo de la ville. De cette position, il œuvra contre la reconnaissance du Conseil de régence instauré à Cadix, ce qui lui valut la proscription. Favorable à la révolution de Mai de 1810, il y prit une part active. Par la suite, quand le général Manuel Belgrano eut pris la tête de l’armée du Nord, il accompagna celui-ci à titre de secrétaire, participant ainsi à toute la campagne militaire du Haut-Pérou, de quoi il laissa un témoignage hautement illustratif sous la forme d’une correspondance avec son frère aîné Juan José Cristóbal, correspondance certes axée avant tout sur des sujets liés au commerce, mais recelant également nombre de faits et observations autour de personnages et d’événements qu’il lui fut alors donné de rencontrer et de connaître.
En 1815, il sut se faire élire député pour Buenos Aires en vue du congrès de Tucumán de 1816 ; c'est en cette qualité qu'il fut présent le 9 juillet 1816, jour de l'indépendance argentine, et qu’il plaça sa signature sous la Déclaration d'indépendance des Provinces-Unies d'Amérique du Sud. Lors des discussions subséquentes à propos de l'organisation politique du nouvel État, il adopta un point de vue clairement fédéraliste. Parallèlement, et à l’instar de son frère aîné, il se voua aux affaires et aux spéculations sur les produits agricoles.
Après avoir milité dans l’opposition sous le Directoire, il appuya en septembre 1820, dans le sillage de la bataille de Cepeda, l’installation de Martín Rodríguez au gouvernorat de Buenos Aires, mais s’opposa à son ministre Bernardino Rivadavia lorsque celui-ci, ayant accédé à la présidence, mit en œuvre sa politique de centralisation, laquelle trouva sa consécration dans la constitution unitaire adoptée en 1826. Nonobstant son appartenance fédéraliste, il prit ses distances d’avec Manuel Dorrego à la suite de la décision de celui-ci de poursuivre la guerre de Cisplatine contre le Brésil, guerre qu’Anchorena jugeait ruineuse pour l’économie de la province de Buenos Aires. Après l’aboutissement du coup de force unitaire du 19 décembre 1828, le gouvernement de Juan Lavalle qui en résulta édicta à son encontre, ainsi qu’à l’encontre de son frère Juan José Cristóbal, une mesure de confinement sur une brigantine dans l’estuaire du Río de la Plata.
Après que Juan Manuel de Rosas se fut hissé au pouvoir à Buenos Aires, Anchorena fut désigné ministre des Relations extérieures (1829 – 1832) sous le premier gouvernement provincial rosiste. En 1832 cependant, il se retira de la vie politique pour à nouveau se consacrer à la gestion de ses propres intérêts commerciaux, et en 1834, quoique ayant été élu gouverneur et capitaine-général de la province, il préféra, s’estimant trop sollicité par les activités de sa vie privée, renoncer à exercer cette charge.
Il s'éteignit en 1847, et ses restes reposent dans le mausolée familial au cimetière de la Recoleta à Buenos Aires.

## Source
- (es) Brève monographie sur le site Todo Argentina.